# Farida Waziri
Farida Mzamber Waziri (* 7. Juli 1949 in Gboko, Benue, Nigeria) ist eine nigerianische Politikerin. Sie ist seit Mai 2008 Vorsitzende von Nigerias Strafverfolgungsbehörde Economic and Financial Crimes Commission (EFCC). Sie folgte Nuhu Ribadu in diesem Amt nach.